# Glypta aequorea
Glypta aequorea là một loài tò vò trong họ Ichneumonidae.